# Comuna de Dolice
Dolice (polaco: Gmina Dolice) é uma gminy (comuna) na Polónia, na voivodia de Pomerânia Ocidental e no condado de Stargardzki.
De acordo com os censos de 2005, a comuna tem 8.196 habitantes, com uma densidade 34,6 hab/km².

## Área
Estende-se por uma área de 237,13 km².

## Demografia
Dados de 30 de Junho 2004:
|                      | Total   | Total | Mulheres | Mulheres | Homens  | Homens |
| -------------------- | ------- | ----- | -------- | -------- | ------- | ------ |
|                      | pessoas | %     | pessoas  | %        | pessoas | %      |
| População            | 8196    | 100   | 4109     | 50,1     | 4087    | 49,9   |
| Densidade (pop./km²) | 34,6    | 100   | 17,3     | 17,3     | 17,2    | 17,2   |

De acordo com dados de 2002, o rendimento médio per capita ascendia a 1434,03 zł.